# 728
| 728                |
| ------------------ |
| Dødsfald - Fødsler |
|                    |

| Gregoriansk kalender | 728 DCCXXVIII           |
| Ab urbe condita      | 1481                    |
| Armensk kalender     | 177 ԹՎ ՃՀԷ              |
| Kinesiske kalender   | 3424 – 3425 丁卯 – 戊辰 |
| Etiopisk kalender    | 720 – 721               |
| Jødisk kalender      | 4488 – 4489             |
| Hindukalendere       |                         |
| - Vikram Samvat      | 783 – 784               |
| - Shaka Samvat       | 650 – 651               |
| - Kali Yuga          | 3829 – 3830             |
| Iransk kalender      | 106 – 107               |
| Islamisk kalender    | 109 – 110               |

## Dødsfald
- Ine af Wessex